# Wasserkraftwerk Brügg
Das Wasserkraftwerk Brügg ist ein Laufwasserkraftwerk am Nidau-Büren-Kanal in der Gemeinde Brügg im Kanton Bern, das Wasser aus der Aare verarbeitet.
Das Projekt für ein Kraftwerk zur Ausnutzung des Gefälles am Regulierwehr Port wurde erstmals 1983 angeregt, konnte aber erst nach der Sanierung des Wehrs ausgeführt werden, die 1992 abgeschlossen war. Der Bau des Kraftwerks dauerte vom Frühjahr 1992 bis zum Frühjahr 1996. Das Werk wurde noch im Jahr 1995 in Betrieb genommen. 
Die mittlere Jahresproduktion der von der Bielersee Kraftwerk AG betriebenen Anlage beträgt 21 Mio. kWh, die mit zwei Rohrturbinen erzeugt werden. Die beiden Generatoren des Kraftwerks können zusammen maximal 3,6 MW abgeben.
Zusammen mit dem Kraftwerk entstand eine Fischtreppe mit einer Einrichtung zur Videobeobachtung der Fische.